# McLaren MP4-21
Der McLaren MP4-21 war der Formel-1-Rennwagen von McLaren Racing für die Saison 2006.

## Technik und Entwicklung
Der MP4-21 war eine fast vollständige Weiterentwicklung des Vorjahreswagens McLaren MP4-20 und entstand unter der Führung des technischen Direktors Adrian Newey um Chefdesigner Mike Coughlan und Chefaerodynamiker Peter Prodromou. Nur etwa zehn Prozent der Komponenten des Vorjahreswagens blieben unangetastet. Das Konzept der auffälligen, vorne spitz zulaufenden Fahrzeugnase ging auf den für die Saison 2003 vorgesehenen, jedoch nie tatsächlich in Rennen eingesetzten McLaren MP4-18 zurück. Die Verträge mit Reifenhersteller Michelin und dem Treibstofflieferanten Mobil 1 wurden für die Saison 2006 verlängert. Auch die technische Partnerschaft mit Mercedes-Benz wurde fortgesetzt und der aufgrund von Regelanpassungen der FIA für die Saison 2006 neu entwickelte Achtzylinder FO108S nun direkt vom Hersteller bezogen, wodurch die langjährige Zusammenarbeit mit Ilmor, die bisher die Mercedes-Benz-Motoren für den Rennbetrieb vorbereitet hatten, zur Saison 2006 endete. Der neue Motor wurde ausschließlich von McLaren eingesetzt und entwickelte um die 750 PS bei 19.000 Umdrehungen pro Minute. Weitere technische Komponenten wie das 7-Gang-Getriebe wurden vom Team selbst entwickelt.

## Lackierung und Sponsoring
Zur Saison 2006 verschwand das ikonische, über die Jahre kaum veränderte silber-schwarze Erscheinungsbild der McLaren-Fahrzeuge aus der Formel 1, da der seit 1997 bestehende Vertrag mit Hauptsponsor Reemtsma, die für ihre Marke West warben, nicht verlängert wurde. Durch den neuen Hauptsponsor Emirates kamen deutliche rote Akzente zur silbernen Grundfarbe des Fahrzeuges hinzu. Auf den Seitenkästen warb zudem der zweite Hauptsponsor Johnnie Walker, dessen Logo in Ländern, in denen Werbung für alkoholische Produkte nicht erlaubt war, in Anspielung an den Firmennamen durch den Aufruf „Keep Walking“ („Lauf weiter“) ersetzt wurde. Zu den Testtagen in der Vorsaison erschienen die Fahrzeuge dagegen traditionell in einem orangefarbenen Design, dass an die ersten McLaren-Fahrzeuge wie den McLaren M7A Ende der 1960er-Jahre angelehnt war.
Als kleinere Sponsoren warben unter anderem Siemens, AT&T, SAP, Schüco und Hugo Boss auf dem Fahrzeug.

## Fahrer und Saisonverlauf
Für die Saison 2006 wurden die Verträge der beiden Stammfahrer Kimi Räikkönen und Juan Pablo Montoya verlängert, auch die Rollenverteilung blieb identisch. Räikkönen war erster Fahrer und trat mit der Startnummer 3 an, während sein Teamkollege Montoya als zweiter Fahrer die 4 erhielt. Da McLaren in der Vorsaison zu den vier besten Teams der Konstrukteurswertung gehört hatte, durfte kein dritter Fahrer nominiert werden. Durch den Wechsel des langjährigen dritten Fahrers Alexander Wurz zu Williams erhielt nun der bisherige Testfahrer Pedro de la Rosa de facto diese Position. Zudem wurden die amtierenden Meister der GP2-Serie (Lewis Hamilton) und der DTM (Gary Paffett) ins Testprogramm aufgenommen.
Der MP4-21 erwies sich zwar in der gesamten Saison als sehr konkurrenzfähig, war allerdings chancenlos gegen die dominierenden Fahrzeuge von Ferrari und Renault, deren Spitzenfahrer Michael Schumacher und Fernando Alonso den Titelkampf ausfochten. Trotz regelmäßiger Punkte- und Podestplatzierungen gelang McLaren in der Saison 2006 zum ersten Mal seit 1996 kein Sieg. Während der ersten Saisonhälfte vermehrten sich die Spannungen zwischen Montoya und dem Team, was in der Entlassung des Kolumbianers nach dem Großen Preis der USA gipfelte, da Montoya seinen Teamkollegen von hinten gerammt und dadurch eine Startkollision ausgelöst hatte, die unter anderem mit einem Doppelausfall für McLaren endete. Pedro de la Rosa übernahm in Folge für die zweite Saisonhälfte das freigewordene Cockpit und erreichte in Ungarn mit dem zweiten Rang seinen ersten und einzigen Podestplatz.
Am Ende der Saison belegte McLaren mit 110 Gesamtpunkten den dritten Platz in der Konstrukteurswertung hinter Ferrari und Renault. In der Fahrerwertung erreichte Räikkönen mit 65 Punkten den fünften Platz, während Montoya mit 26 Punkten Achter und de la Rosa mit 19 Punkten Elfter wurde. Zur Saison 2007 verließ Räikkönen McLaren in Richtung Ferrari, während de la Rosa wieder Testfahrer wurde. Montoya war bereits Ende 2006 in die NASCAR gewechselt, wo er in den Folgejahren für Chip Ganassi Racing im NASCAR Nextel Cup antrat.

## Resultate
| Fahrer               | Nr.                  | 1 | 2   | 3   | 4 | 5   | 6   | 7   | 8 | 9   | 10  | 11 | 12  | 13  | 14  | 15  | 16  | 17 | 18 | Punkte | Rang |
| -------------------- | -------------------- | - | --- | --- | - | --- | --- | --- | - | --- | --- | -- | --- | --- | --- | --- | --- | -- | -- | ------ | ---- |
| Formel-1-Saison 2006 | Formel-1-Saison 2006 |   |     |     |   |     |     |     |   |     |     |    |     |     |     |     |     |    |    | 110    | 3.   |
| K. Räikkönen         | 3                    | 3 | DNF | 2   | 5 | 4   | 5   | DNF | 3 | 3   | DNF | 5  | 3   | DNF | DNF | 2   | DNF | 5  | 5  | 110    | 3.   |
| J. Montoya           | 4                    | 5 | 4   | DNF | 3 | DNF | DNF | 2   | 6 | DNF | DNF |    |     |     |     |     |     |    |    | 110    | 3.   |
| P. de la Rosa        | 4                    |   |     |     |   |     |     |     |   |     |     | 7  | DNF | 2   | 5   | DNF | 5   | 11 | 8  | 110    | 3.   |

| Legende  | Legende            | Legende                                                          |
| Farbe    | Abkürzung          | Bedeutung                                                        |
| -------- | ------------------ | ---------------------------------------------------------------- |
| Gold     | –                  | Sieg                                                             |
| Silber   | –                  | 2. Platz                                                         |
| Bronze   | –                  | 3. Platz                                                         |
| Grün     | –                  | Platzierung in den Punkten                                       |
| Blau     | –                  | Klassifiziert außerhalb der Punkteränge                          |
| Violett  | DNF                | Rennen nicht beendet (did not finish)                            |
| Violett  | NC                 | nicht klassifiziert (not classified)                             |
| Rot      | DNQ                | nicht qualifiziert (did not qualify)                             |
| Rot      | DNPQ               | in Vorqualifikation gescheitert (did not pre-qualify)            |
| Schwarz  | DSQ                | disqualifiziert (disqualified)                                   |
| Weiß     | DNS                | nicht am Start (did not start)                                   |
| Weiß     | WD                 | zurückgezogen (withdrawn)                                        |
| Hellblau | PO                 | nur am Training teilgenommen (practiced only)                    |
| Hellblau | TD                 | Freitags-Testfahrer (test driver)                                |
| ohne     | DNP                | nicht am Training teilgenommen (did not practice)                |
| ohne     | INJ                | verletzt oder krank (injured)                                    |
| ohne     | EX                 | ausgeschlossen (excluded)                                        |
| ohne     | DNA                | nicht erschienen (did not arrive)                                |
| ohne     | C                  | Rennen abgesagt (cancelled)                                      |
| ohne     | keine WM-Teilnahme |                                                                  |
| sonstige | P/fett             | Pole-Position                                                    |
| sonstige | 1/2/3/4/5/6/7/8    | Punktplatzierung im Sprint-/Qualifikationsrennen                 |
| sonstige | SR/kursiv          | Schnellste Rennrunde                                             |
| sonstige | *                  | nicht im Ziel, aufgrund der zurückgelegten Distanz aber gewertet |
| sonstige | ()                 | Streichresultate                                                 |
| sonstige | unterstrichen      | Führender in der Gesamtwertung                                   |